# Celsa
Celsa, Colonia Celsa − kolonia rzymska, której pozostałości odnaleziono na terenie gminy Velilla de Ebro w Hiszpanii.
Miasto założył Marek Emiliusz Lepidus ok. 44 p.n.e. Kolonia została opuszczona po roku 70, najprawdopodobniej ze względu na wzrost roli, jaką zaczęła odgrywać Caesar Augusta, dzisiejsza Saragossa.